# Fotografia digital

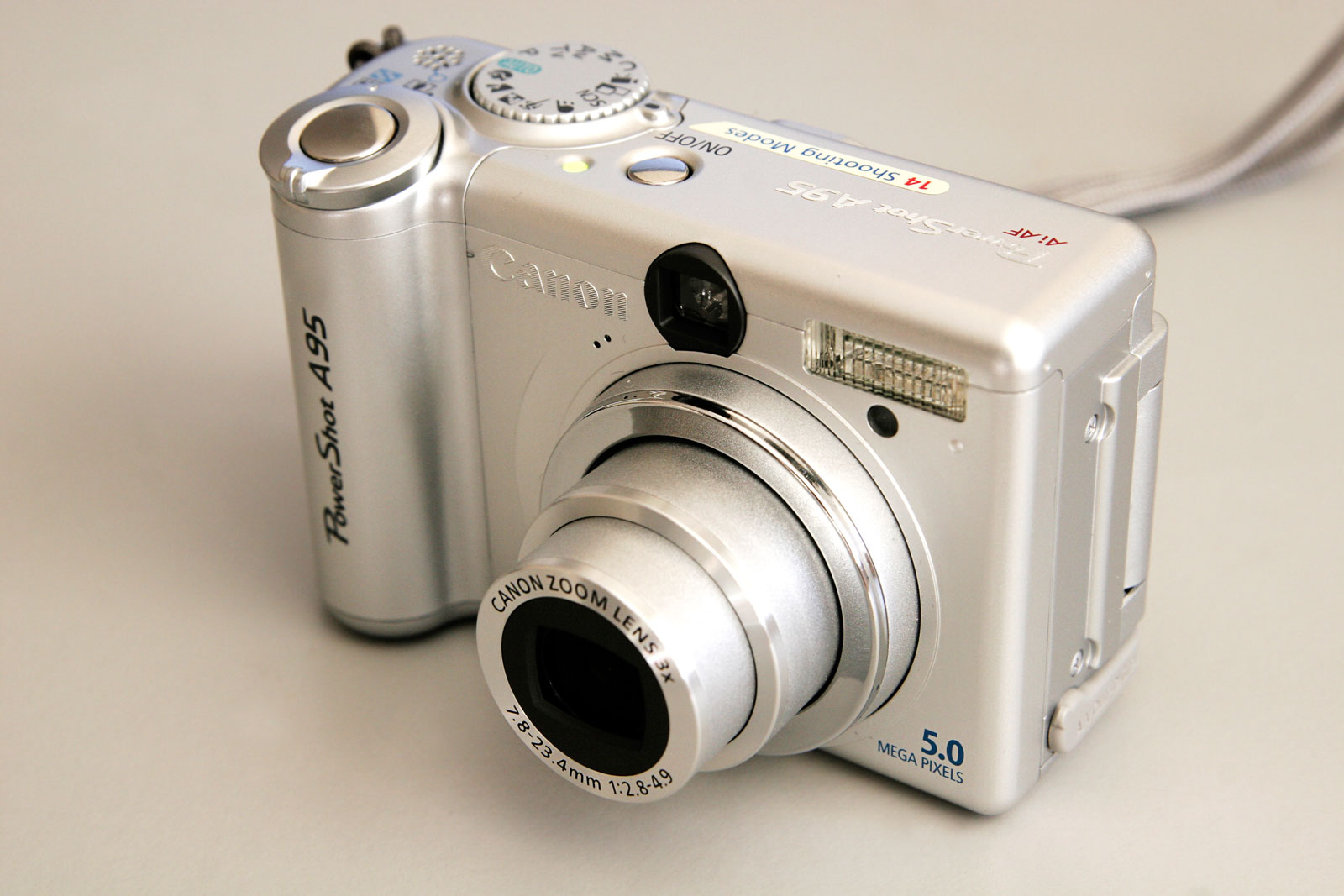
Câmera digital Canon PowerShot A95

Fotografia digital é a fotografia tirada com uma câmara digital ou determinados modelos de telefone celular, com uma qualidade superior a das câmera analógicas, tirando as fotos de forma instantânea, considerando que as de antigamente levavam mais de minutos para ficarem prontas. A foto digital resulta num arquivo de computador que pode ser editado, impresso, enviado por e-mail ou armazenado em websites ou em dispositivos de armazenamento digital. Dispensa, assim, o processo de revelação. A visualização da imagem pode ser feita no ato, através dos recursos da câmera digital (normalmente, uma tela de LCD), e a manipulação da imagem pode ser feita em um computador, usando-se softwares editores de imagem como o Photoshop, GIMP, entre outros. Entretanto, nos últimos anos têm surgido discussões a respeito de como a fotografia digital pode ter afetado negativamente a arte fotográfica, especialmente no que diz respeito à conservação das mídias e a mudanças de comportamentos que levam à perda de material promovida pela banalização das mídias digitais e redes sociais.

## Ajuste da entrada da luz
O controle de entrada de luz (EV) pode ser positivo ou negativo. O EV é positivo quando entra mais luz do que o padrão. Aumentar o EV é útil para bater fotos em locais com pouca luz, onde será preciso uma captura maior da luz refletida. Já o EV negativo é quando entra menos luz do que o padrão. Diminuir o EV é útil para bater fotos que precisem capturar menos luz, como por exemplo, em fotos contra-luz. As câmaras digitais automáticas permitem modificar o EV de -2,0 até +2,0. 

As câmaras automáticas são mais apropriadas para pessoas que não têm grande conhecimento em fotografias. Câmaras profissionais (manuais) são câmaras que precisam ter um amplo conhecimento na área de fotografia.

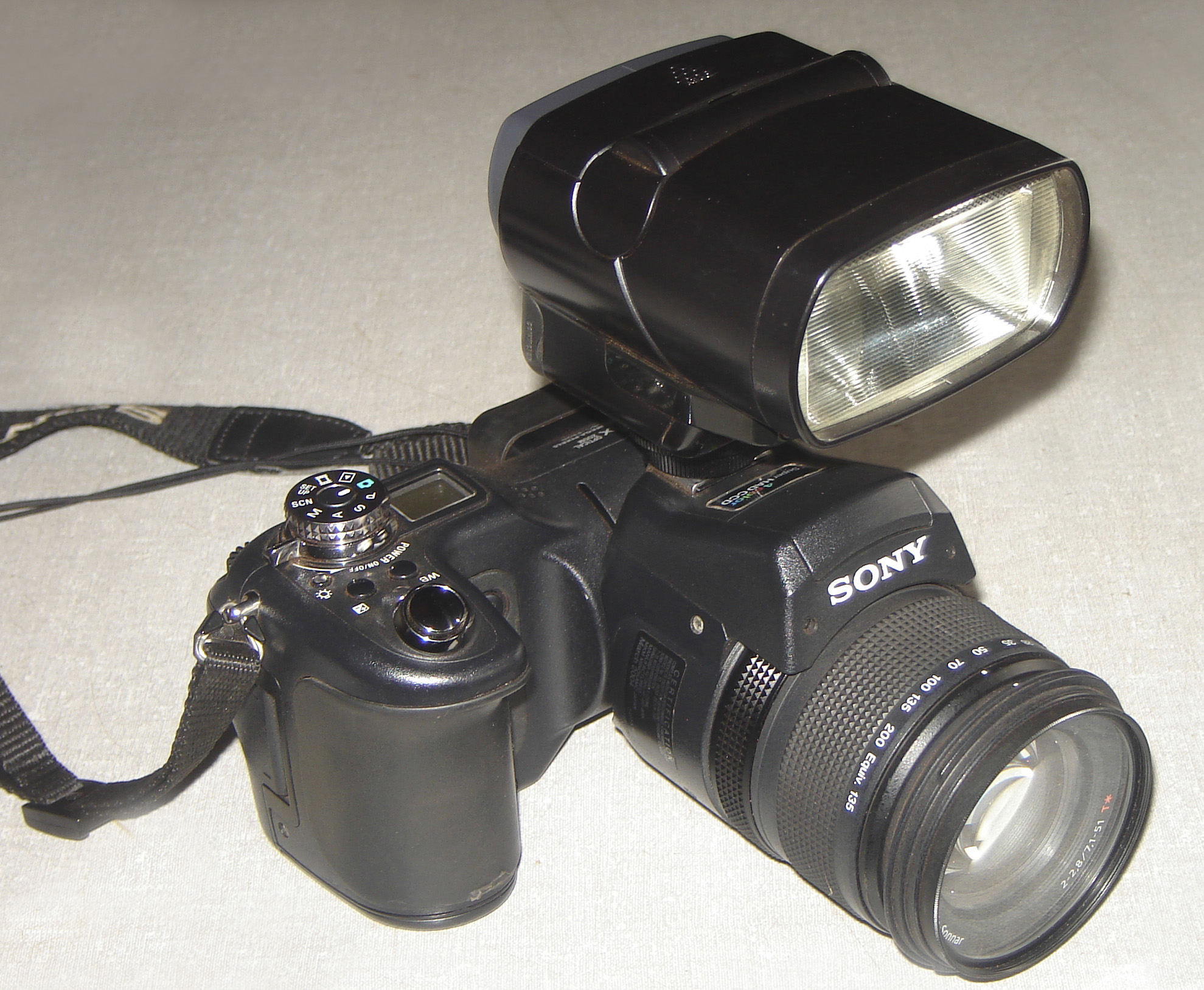
Câmera Sony F-828

## Fotografia macro
Alguns modelos de máquina fotográfica digital possuem uma lente que permite fotografar a distâncias pequenas (inferiores a quatro centímetros) de algum objeto. Esse tipo de fotografia captura os mínimos detalhes dos objetos, detalhes até que não podem ser vistos a olho nu. Fotos de macro são utilizadas geralmente para obter fotos de insetos, pequenas peças, olhos (de perto), flores, etc. No modo macro, o zoom é extremamente limitado.

## Obturador
Obturador é a peça da máquina que se abre para entrar luz no sensor e captar a imagem. O obturador pode ficar aberto de 60 segundos até 1/8000 segundos. Isso depende da câmara, ou então de como a câmara foi configurada. Para fotos em movimentos o obturador fica aberto menos tempo, algumas frações de segundos, para evitar que apareça vulto na foto, ou então para evitar que a foto saia embaçada. Quando o obturador fica aberto mais tempo, ele capta mais movimentos, então qualquer movimento de leve já aparece um vulto na foto. Usa-se uma velocidade lenta do obturador para bater foto de paisagens, onde precisa captar bastantes detalhes por causa da longa distancia do fundo. Usa-se também uma velocidade muito lenta do obturador para bater foto de fogos de artifício, para poder captar toda a trajetória dos fogos, criando um rastro no céu, aumenta a beleza dos fogos.
Na grande maioria das câmaras o obturador é automático, em poucas câmaras manuais pode-se controlar a velocidade do obturador.

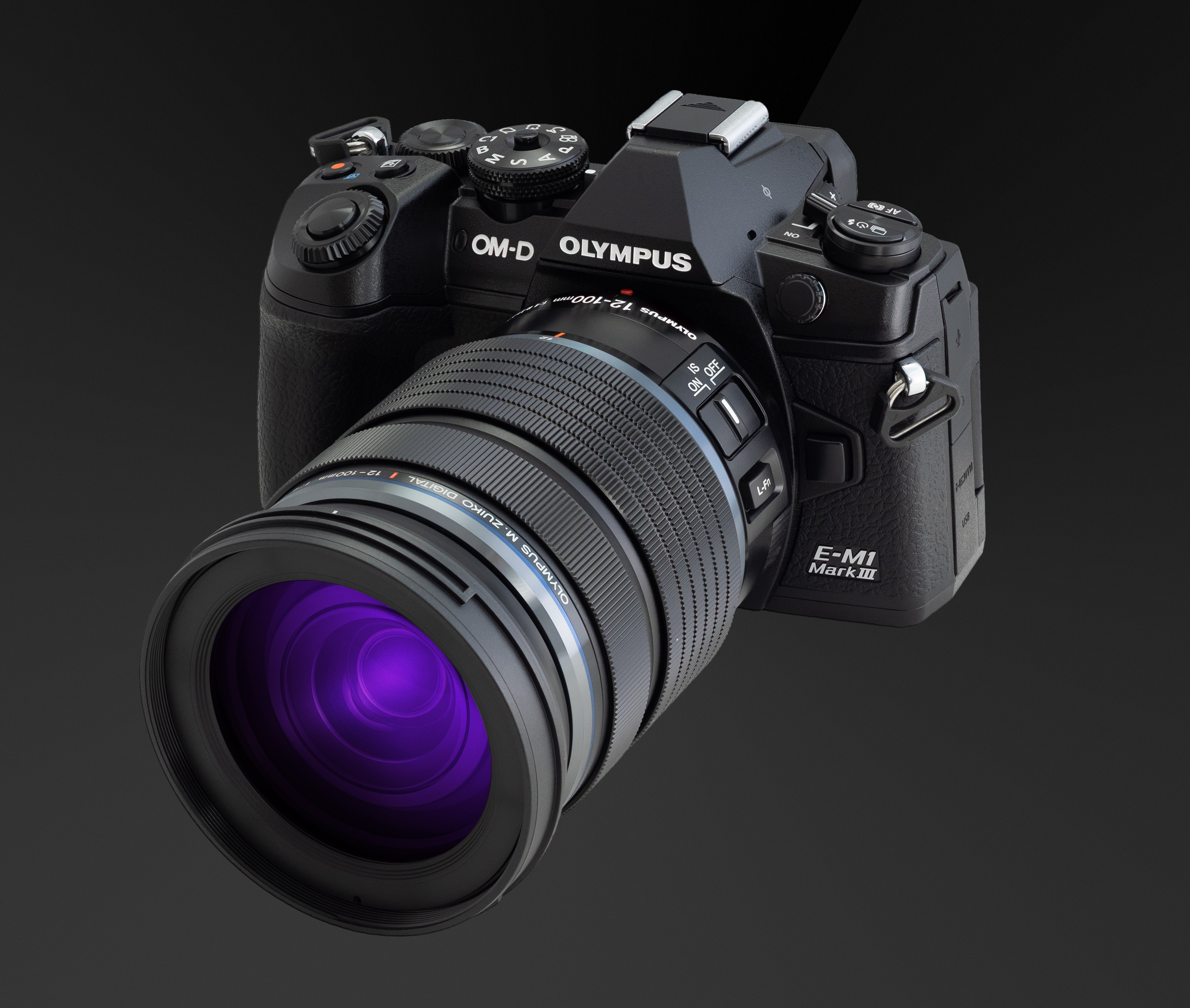
Câmera digital com teleobjetiva para zoom ótico.

## Tipos de zoom
Uma máquina fotográfica digital pode ter dois tipos de zoom:
- Zoom Óptico: É o zoom que aproxima a imagem através do uso de lentes que se posicionam automaticamente dentro do tubo de entrada de luz. O zoom ótico é o que tem mais qualidade por permitir que o sensor da câmara capture a luz que entra pela objetiva.

- Zoom Digital: É o zoom que aumenta o tamanho da imagem, sem o uso de lentes. O zoom digital é um software que multiplica a quantidade de pixels para ampliar uma imagem. Este efeito é chamado de interpolação. O zoom digital tem menos qualidade em comparação ao zoom óptico porque a medida que amplia a imagem ele multiplica a quantidade de pixels da mesma através de um programa e não pelo que é captado pelo sensor da câmera.  É considerado mais um artifício do que um recurso, pois não traz nenhum benefício verdadeiro.

## Quando surgiu a Fotografia Digital?
A fotografia digital representou uma grande inovação tecnológica, impactando significativamente a forma como as pessoas interagem com o mundo e consomem imagens. Essa transformação teve início com a invenção do sensor CCD (Charge-Coupled Device) por Willard Boyle e George E. Smith em 1969. Essa tecnologia permitia capturar e armazenar imagens eletronicamente em dispositivos como disquetes.«Fotografia digital: quando surgiu?». Mundo das Fotos. Consultado em 28 de março de 2025
A primeira câmera digital funcional foi desenvolvida por Steven Sasson em 1975. Seu protótipo utilizava o sensor CCD e capturava imagens com resolução extremamente baixa de apenas 0,01 megapixels (aproximadamente 10.000 pixels). O processo de captura e armazenamento da imagem levava cerca de 23 segundos.
Durante a década de 1980, várias empresas começaram a explorar e desenvolver câmeras digitais comerciais. Notavelmente, em 1981, a Sony lançou a Mavica (Magnetic Video Camera), uma das primeiras câmeras eletrônicas que armazenavam imagens digitais diretamente em disquetes.
Entretanto, foi somente na década de 1990 que as câmeras digitais começaram a alcançar o mercado consumidor de maneira mais efetiva. Em 1990, a Dycam Model 1, também conhecida como Logitech Fotoman, foi lançada como uma das primeiras câmeras digitais portáteis, capturando imagens em preto e branco. No ano seguinte, em 1991, a Kodak apresentou a DCS-100, considerada a primeira câmera digital profissional SLR (Single-Lens Reflex), construída com base no corpo da Nikon F3.
A partir dos anos 2000, houve um avanço significativo nas câmeras digitais, especialmente em relação à capacidade de armazenamento e facilidade de compartilhamento das imagens pela internet. Esse progresso acelerou substancialmente a adoção da fotografia digital por parte de consumidores e profissionais, consolidando definitivamente seu espaço no mercado global.